# Ivan Movrin
Ivan Movrin (Dalj, 1899. –  Osijek,1981.)
Ivan Movrin rođen je u Dalju u siromašnoj obitelji mlinara Kazimira i Julijane kao jedino preživjelo dijete. U rodnom mjestu pohađao je i osnovnu školu i to na mađarskom jeziku. U multinacionalnom Dalju još kao dijete naučio je i njemački jezik. I sam krhkog zdravlja, a i zbog neimaštine,  već je s dvanaest godina počeo raditi kao pisar kod dobrostojećeg veletrgovca Weissa.
U poslu se pokazao vrlo uspješnim i snalažljivim pa ga poslodavac unapređuje za voditelje poslova u Osijeku u koji preseljava s obitelji ( supruga Eleonora i kćeri Paula i Sofija) 1927 g. I sam postaje uspješan vinogradar i veletrgovac, a nakon iznenadne Weissove smrti preuzima cjelokupnu brigu nad poslovanjem i njegovog imanja.
Za gradonačelnika Osijeka izabran je 1942. godine zbog svojih sposobnosti u trgovačkim poslovima zahvaljujući kojima je grad bio dobro opskrbljen i u ratnim godinama. 14. lipnja 1944. saveznici su bombardirali Osijek. Osječki dnevnik Hrvatski list sljedećeg je dana izvijestio pod naslovom "Angloamerički teroristi na djelu u Osieku / Napadaj na stanbenu četvrt iztočnog diela grada" gnušajući se nad tim činom, a gradonačelnik Ivan Movrin objavio Proglas u kojem poziva sugrađane da pomognu postradalima, te Obavijest o iseljavanju žena i djece iz grada Osijeka. Movrin je bio drugi osječki ratni gradonačelnik uz Josipa Galovca.
Po završetku Drugog svjetskog rata i dolaskom nove vlasti, osuđen je na 20 godina robije koju je služio do 1953. godine nakon čega do mirovine radi kao podrumar u „Vinogorju“a do kraja života ostaje vjeran vinogradarstvu i vinarstvu u vlastitom vinogradu u Daljskoj planini.